# Centre pénitentiaire de Baie-Mahault
Le centre pénitentiaire de Baie-Mahault est une prison française située en Guadeloupe. Ce centre pénitentiaire situé sur la commune de Baie-Mahault peut accueillir jusqu'à 504 détenus.

## Histoire
Le centre pénitentiaire de Baie-Mahault a été inauguré le 15 décembre 1996.

## Présentation
Le centre pénitentiaire comprend dans son enceinte :
- un quartier de maison d’arrêt,
- un quartier centre de détention,
- un quartier pour mineurs,
- un quartier pour femmes,
- un quartier de semi-liberté.

Le 30 janvier 2020, la cour européenne des droits de l'homme condamne la France pour surpopulation carcérale et mentionne notamment le centre pénitentiaire de Baie-Mahault.